# 에치고 가즈오
에치고 가즈오(일본어: 越後 和男, 1965년 12월 28일 ~ )는 일본의 전 축구 선수이자 현 축구 지도자로 과거 포지션은 미드필더였다.

## 선수 시절

### 클럽
1965년 12월 28일 일본 미에현 미에군 출생으로 1984년 후루카와 전공(제프 유나이티드 이치하라)에서 데뷔한 후 1995년까지 공식전 196경기 30골을 기록하며 1984년 일왕배 준우승, 1985-86년 일본 사커 리그 우승, 1986년 JSL컵 우승, 1990년 JSL컵 준우승 등에 기여했다.
이후 1996년 브럼멜 센다이(베갈타 센다이)로 트레이드되어 1999년까지 4시즌간 공식전 95경기 14골을 터뜨린 후 1999 시즌을 끝으로 15년간의 선수 생활을 마무리했다.

### 국가대표팀
1986년 7월 25일 시리아와의 친선 경기에서 일본 A대표팀에서의 국제 A매치 데뷔전을 치른 후 같은 해에 열린 1986년 아시안 게임 2경기에 출전하였으나 팀은 2승 2패·D조 3위에 머무르며 각 조 2위팀까지만 주어지는 8강 진출권을 얻지 못했다.
그리고 이듬해에 열린 1988년 하계 올림픽 축구 아시아 지역 예선에 출전했으나 중국과 이라크에 본선 진출권을 빼앗겼으며 통산 A매치 6경기 1골의 기록을 남긴 후 국가대표팀 유니폼을 반납했다.

## 지도자 경력

### 클럽
현역에서 물러난 후 1년이 지난 2000년 친정팀인 베갈타 센다이의 코치로 본격적인 지도자 커리어를 시작한 뒤 2004년까지 베갈타 센다이의 코치직을 역임하며 J리그 디비전 2 2001 준우승 및 차기 시즌 1부 리그 승격에 기여했다.
이후 2007년부터 2010년까지 제프 유나이티드 이치하라 2군팀의 감독을 역임한 뒤 2011년부터 2016년까지 베갈타 센다이 유소년팀의 감독을 역임했으며 2017년부터 2018년까지 일본 여자 축구 리그 소속팀인 마이내비 센다이의 감독을 맡아 2017 시즌 리그 4위에 올려놓았지만 이듬해인 2018 시즌 리그 9경기에서 단 1승 밖에 거두지 못한 최악의 성적으로 마이내비 센다이의 감독직에서 경질당했다.

### 국가대표팀
마이내비 센다이 감독직에서 물러난 후 이듬해인 2019년 대만 여자 축구 대표팀의 감독으로 부임하며 처음으로 국가대표팀 감독을 맡아 부임 이후 첫 대회인 2019년 EAFF E-1 풋볼 챔피언십에서는 3전 전패로 4팀 중 최하위에 머물렀다.
그리고 2023년 FIFA 여자 월드컵 아시아 지역 예선격인 2022년 AFC 여자 아시안컵에서는 대만을 무려 23년만에 아시안컵 토너먼트(8강) 진출이자 2023년 FIFA 여자 월드컵 예선 대륙간 플레이오프 진출을 이끌었지만 대륙간 플레이오프 C조 1라운드에서 파라과이와 승부차기까지 가는 접전 끝에 2-4로 패하며 32년만의 대만의 여자 월드컵 본선행이 좌절된 뒤 대만 여자 대표팀 감독직에서 물러났다.

## 통계
| 일본 | 일본 | 일본 |
| 연도 | 출전 | 득점 |
| ---- | ---- | ---- |
| 1986 | 3    | 0    |
| 1987 | 3    | 1    |
| 통산 | 6    | 1    |

## 수상

### 클럽 (선수)
제프 유나이티드 이치하라
- 일본 사커 리그 : 우승 (1985-86)
- JSL컵 : 우승 (1986), 준우승 (1990)
- 일왕배 : 준우승 (1984)

### 클럽 (지도자)
베갈타 센다이
- J2리그 : 준우승 (2001)

마이내비 센다이
- 일본 여자 축구 리그 : 4위 (2017)